# Ministerstwo Bezpieczeństwa Publicznego
Ministerstwo Bezpieczeństwa Publicznego (MBP) – ministerstwo odpowiadające za bezpieczeństwo wewnętrzne, bezpieczeństwo publiczne, bezpieczeństwo zewnętrzne uzyskiwane przez kontrwywiad i wywiad, funkcjonujące w czasie tworzenia dyktatury komunistycznej w PRL na polecenie i pod dyktatem władz radzieckich. Obok tzw. Informacji Wojskowej, odpowiedzialne za masowe krwawe represje na obywatelach w okresie stalinizmu.
Ministerstwo oraz jego terenowe jednostki, czyli urzędy bezpieczeństwa publicznego (UBP), łącznie stanowiły organy bezpieczeństwa publicznego, zwane potocznie UB, od skrótu nazwy jednostek terenowych.
MBP powstało 1 stycznia 1945 roku na bazie funkcjonującego od połowy 1944 roku Resortu Bezpieczeństwa Publicznego Polskiego Komitetu Wyzwolenia Narodowego (RBP PKWN). Zostało zlikwidowane 7 grudnia 1954 roku.
Zgodnie z ustawą o Instytucie Pamięci Narodowej – Komisji Ścigania Zbrodni przeciwko Narodowi Polskiemu (art. 5 ust. 1 pkt 2) z 18 grudnia 1998 roku MBP uznane jest za organ bezpieczeństwa państwa.

## Kształtowanie się służb specjalnych w powojennej Polsce

Manifest PKWN

Rodowód cywilnego aparatu bezpieczeństwa sięga kwietnia 1944 roku. Wówczas blisko studwudziestoosobowa grupa komunistów rozpoczęła kurs w szkole NKWD numer 366 w Kujbyszewie (dzisiejsza Samara). Do połowy 1944 roku przez podobne ośrodki przeszło co najmniej 217 przyszłych oficerów komunistycznego aparatu bezpieczeństwa.
Powołany 21 lipca 1944 roku w stolicy ZSRR (Moskwie) Polski Komitet Wyzwolenia Narodowego (PKWN) miał w swym składzie trzynaście tak zwanych resortów; jednym z nich był Resort Bezpieczeństwa Publicznego, RBP. W ramach jego struktur główną rolę odgrywał powstały 1 sierpnia 1944 roku i dynamicznie rozbudowywany Departament Kontrwywiadu, na czele którego jako kierownik stanął urodzony w 1907 roku Roman Romkowski, późniejszy wiceminister bezpieczeństwa publicznego, generał ludowego Wojska Polskiego oraz członek Komitetu Centralnego Polskiej Zjednoczonej Partii Robotniczej (KC PZPR). Skupił on praktycznie wszystkie jednostki organizacyjne cywilnych służb specjalnych. W czasie reorganizacji PKWN na Rząd Tymczasowy Rzeczypospolitej Polskiej, a RBP na Ministerstwo Bezpieczeństwa Publicznego Departament Kontrwywiadu podzielony był na osiem wydziałów, z których każdy był odpowiedzialny za różne zadania, m.in. – Wydział:
1 – za walkę z niemieckim szpiegostwem i pozostałościami podziemia hitlerowskiego w Polsce,
2 – za walkę z reakcyjnym podziemiem, między innymi z podziemiem niepodległościowym,
3 – za walkę z bandytyzmem politycznym,
4 – za ochronę gospodarki narodowej,
5 – za ochronę legalnych partii politycznych i społecznych przed infiltracją podziemia,
6 – za więziennictwo,
7 – za obserwację,
8 – za sprawy śledcze.
Równolegle z rozwijaniem się RBP, powoływano jednostki terenowe, tzw. Wojewódzkie Urzędy Bezpieczeństwa Publicznego (WUBP), Miejskie (MUBP), Powiatowe (PUBP) oraz Gminne (GUBP) Urzędy Bezpieczeństwa Publicznego, tym samym 10 listopada zatwierdzono ich etaty personalne, m.in.: WUBP 308 osób, MUBP 148 osób, PUBP 51 osób, oraz GUBP przy posterunku Milicji Obywatelskiej 2 osoby. W grudniu 1944 roku liczba tajnych funkcjonariuszy resortu wzrosła do około 2500-3000.

## Powołanie MBP i rozrost struktur

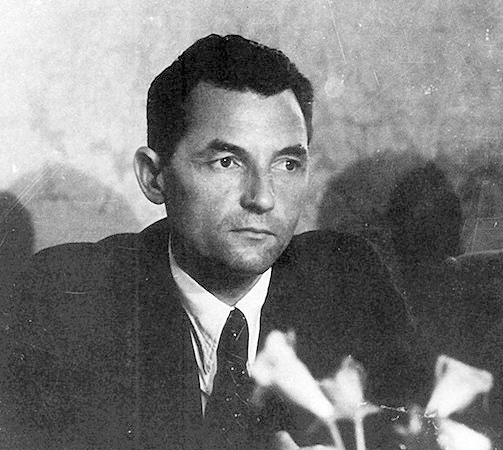
Stanisław Radkiewicz, Minister Bezpieczeństwa Publicznego

31 grudnia 1944 Józef Stalin przekształcił lubelski komitet PKWN w Rząd Tymczasowy Rzeczypospolitej Polskiej, a Resort Bezpieczeństwa Publicznego w Ministerstwo Bezpieczeństwa Publicznego (MBP). Trzy miesiące później Komitet Centralny Polskiej Partii Robotniczej określił pożądane proporcje – jeden funkcjonariusz ministerstwa na dwustu obywateli. Po przekształceniu PKWN w rząd tymczasowy rozpoczęto rozbudowę struktur ministerstwa, oprócz istniejącej już (przejętej po RBP) struktury, m.in. Departamentu Kontrwywiadu, istniały ponadto wydziały do spraw kartotek, łączności i techniki operacyjnej, zaopatrzenia, cenzury, więzień i obozów, kadr, ochrony rządu oraz ochrony jeńców wojennych, od kwietnia w warszawskiej centrali powstały kolejne departamenty, których do końca 1945 roku powołano pięć, oprócz pięciu samodzielnych wydziałów podległych ministrowi bezpieczeństwa publicznego Stanisławowi Radkiewiczowi. W terenie zorganizowano piętnaście WUBP oraz ponad dwieście analogicznych jednostek na poziomie powiatu.
Od marca 1946 terenowe jednostki UB wraz z oddziałami LWP, KBW, WOP, MO i ORMO podporządkowane były wojewódzkim komisjom bezpieczeństwa, podległym Państwowej Komisji Bezpieczeństwa.
W lipcu 1946 dokonano podziału Ministerstwa Bezpieczeństwa Publicznego na osiem departamentów, z których pięć zajmowało się sprawami operacyjnymi: I – kontrwywiadem, II – operacjami technicznymi i technologią, III – walką z opozycją, IV – ochroną gospodarki, oraz V – przeciwdziałaniem infiltracji i zwalczaniem wpływów Kościoła.
Na początku 1948 roku powołano Departament VII, zajmujący się wywiadem ogólnym, a w czerwcu następnego roku powstało Ściśle Tajne Biuro do spraw Funkcjonariuszy, czyli wewnętrzna sekcja kontrwywiadowcza, mająca śledzić i kontrolować pracowników ministerstwa.
24 lutego 1949 powołano Komisję Biura Politycznego KC PZPR ds. Bezpieczeństwa Publicznego, która z ramienia PZPR
nadzorowała i inspirowała aparat represji stalinowskich w Polsce, w tym całą strukturę MBP.
2 marca 1950 roku powstało Biuro Specjalne, przemianowane w listopadzie 1951 roku na Departament X. Jego zadaniem było śledzenie i prowadzenie dochodzeń w sprawach wyższych funkcjonariuszy partyjnych i ich przyjaciół.

## Budżet MBP w początkowych latach
Na działalność MBP przeznaczono ogromne, jak na możliwości wyniszczonego wojną kraju, środki finansowe pozwalające na rozbudowę aparatu przemocy. Była to z reguły druga (po MON) pod względem wielkości pozycja budżetu państwa znacznie przewyższająca środki na odbudowę.
W 1946 r. budżet MBP wyniósł 19 590 tys. zł. Przewyższał budżety Ministerstwa Oświaty (19 490 tys. zł), Ministerstwa Zdrowia (1 244 tys.) i Ministerstwa Pracy (1 113 tys. zł). Na odbudowę w 1946 r. przeznaczono ośmiokrotnie mniej niż wynosił budżet MBP. Na rok 1947 dla MBP przeznaczono 17 010 tys. zł co stanowiło kwotę większą niż razem wzięte budżety Ministerstwa Ziem Odzyskanych, Ministerstwa Komunikacji, Ministerstwa Przemysłu i Handlu i Ministerstwa Administracji Publicznej. W 1948 r. MBP otrzymało dziesięć razy więcej środków niż przeznaczono na odbudowę kraju.

## Liczebność kadry MBP (na lata początkowe)
Gdy cały kraj objęto siecią Urzędów Bezpieczeństwa (UB), liczba funkcjonariuszy dynamicznie wzrosła, przekraczając w maju 11 tysięcy osób, a w grudniu 1945 roku, 24 tysiące osób.
W końcu 1948 roku w strukturach tajnych służb cywilnych zatrudnionych było 26 600 funkcjonariuszy. Wzmocnienie polskiego aparatu MBP w latach 1947–1949 spowodowało, że stało się możliwe wycofanie doradców radzieckich z Powiatowych Urzędów Bezpieczeństwa Publicznego. Ponadto pod Ministerstwo podlegało:
- 41 000 żołnierzy Korpusu Bezpieczeństwa Wewnętrznego (KBW)

- 57 500 funkcjonariuszy Milicji Obywatelskiej (MO)

- 32 000 żołnierzy Wojsk Ochrony Pogranicza (WOP)

- 10 000 funkcjonariuszy Straży Więziennej (SW)

- 125 000 członków Ochotniczej Rezerwy Milicji Obywatelskiej (ORMO)

Ministerstwo Bezpieczeństwa Publicznego sprawowało także kontrolę nad Strażą Przemysłową (SP).

## Wykaz jednostek MBP (1953)

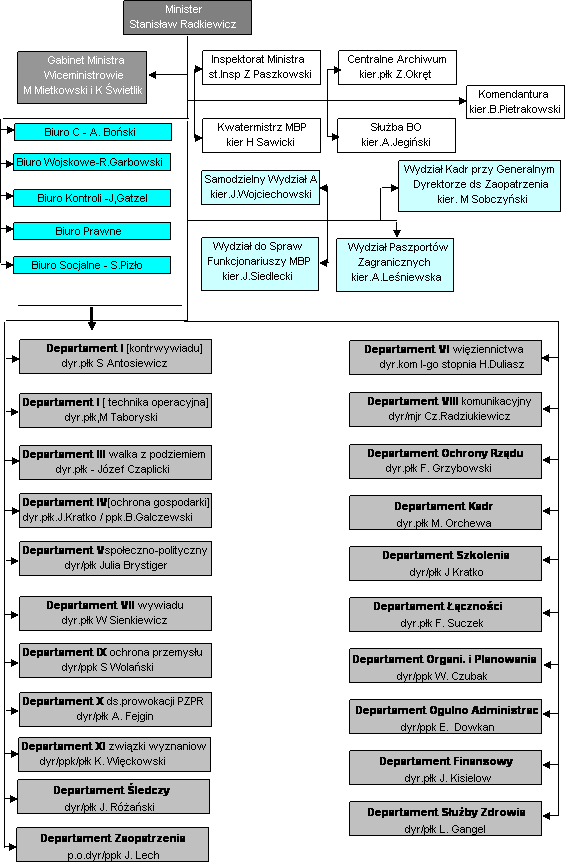
Organizacja centrali Ministerstwa Bezpieczeństwa Publicznego w Warszawie, maj 1953 (z lewej Departamenty operacyjne, z prawej pomocnicze)

### Gry operacyjne
Na przełomie lat czterdziestych i pięćdziesiątych XX w. wraz z przyjęciem stalinowskiej tezy o zaostrzaniu się walki klasowej w miarę budowy socjalizmu, działalność tajnej policji politycznej MBP coraz częściej i głębiej ingerowała w różne strefy życia społecznego. Procesy publiczne, podczas których stawiani przed sądem byli m.in. członkowie Polski Podziemnej, oskarżani przez śledczych z MBP o tak absurdalne czyny jak współpraca z Gestapo, szpiegostwo, sabotaż itp. Niektóre z zarzutów sformułowane były następująco: „Ponieważ oskarżona jest osobą bardzo inteligentną i czyta Sherlocka Holmesa, wiedziała, że rozmawia ze szpiegiem”.
Rozgrywane były także tzw. gry wywiadowcze, ciągnące się nieraz latami. Agentura (OZI) Ministerstwa BP wsławiła się m.in. zwalczaniem organizacji Polski Podziemnej, takich jak np. Armia Krajowa i Rada Jedności Narodowej, akcją aresztowania i porwania 16 przywódców Polskiego Państwa Podziemnego, których porwano i wywieziono do Moskwy, gdzie zostali osądzeni i uwięzieni przez aparat bezpieczeństwa NKWD ZSRR (zobacz: proces szesnastu). Bardzo znaną akcją przeprowadzoną przez wywiad Ministerstwo Bezpieczeństwa Publicznego była tzw. operacja Cezary, czyli utworzenie tzw. V Komendy WiN-u. Pozwoliła ona poznać bezpiece metody i techniki szkolenia zachodniego wywiadu. Operację „Cezary” podsumowano następująco:
(..)Udało się nam prowadzić za nos, wpędzić Wywiad Amerykański w pułapkę, wykiwać i ośmieszyć. Świadczy to o rosnących umiejętnościach operacyjnych MBP.

### Czystki partyjne
Ministerstwo, podobnie jak tzw. Informacja Wojskowa (Główny Zarząd Informacji), było wykorzystywane do rozgrywek politycznych wewnątrz sfer rządzących. Henryk Piecuch, autor wielu prac o tematyce PRL-owskich służb specjalnych, w swojej książce pt. Akcje Specjalne ujął to następująco:

Gdy pod koniec 1947 roku spacyfikowano legalną opozycję i wymordowano podziemie zbrojne, co oznaczało definitywne zdobycie władzy, namiestnicy Kremla rządzący Polską przeszli do nowej, wyższej formy budowy komunizmu – utrwalenia władzy. Bezpieka zaczęła tworzyć własne organizacje opozycyjne, a w partii wymyślono tzw. odchylenie nacjonalistyczne. W obu przypadkach wzory czerpano z Moskwy. Ze stolicy Kraju Rad wysłano właśnie sygnały o zagrożeniu titoistowskim. Należało znaleźć kolejnych wrogów również w Polsce. W poszukiwaniu znakomicie spisał się pułkownik Anatol Fejgin, powiadamiając swoich radzieckich opiekunów o istnieniu w zasobach archiwalnych przedwojennego Oddziału II Sztabu Generalnego WP interesujących materiałów wskazujących na zagrożenie ruchu komunistycznego. Moskwa zarządziła przewietrzenie szeregów. Pierwszy atak poszedł na Włodzimierza Lechowicza, posła i ministra w rządzie Józefa Cyrankiewicza, działacza Stronnictwa Demokratycznego, wtyczkę komunistyczną w przedwojennej dwójce. Zgodnie z dyrektywą Kremla rozpoczęto poszukiwanie prowokatorów i likwidowanie zagrożenia. Poprzez Lechowicza planowano ustrzelić Spychalskiego (Marian Spychalski). Jednak główną osobą na celowniku był Władysław Gomułka.

Sprawę czystki nadzorowali Bolesław Bierut z Jakubem Bermanem, zrzucając obowiązek zgromadzenia materiałów i typowania podejrzanych na Romana Romkowskiego (właściwie Natana Grinszpana-Kikiela), który mianowany wiceministrem bezpieczeństwa publicznego, dobrał sobie do pomocy Józefa Różańskiego (właściwie Józefa Goldberga) i Józefa Światłę (właściwie Izaaka Fleischfarba). Ten zespół po powiększeniu składu osobowego od 24 lutego 1949 roku, decyzją wąskiego sekretariatu, tzw. czwórki (Bierut, Berman, Minc i Radkiewicz), przyjął nazwę Grupy Specjalnej. Siedzibą grupy były budynki przy ulicy Koszykowej w Warszawie, ale schowek dla wytypowanych do rozpracowania osób zlokalizowano w filii MBP w Miedzeszynie, zakonspirowanej pod kryptonimem Obiekt Spacer.

## Maksymalny wzrost i struktura MBP – rok 1953

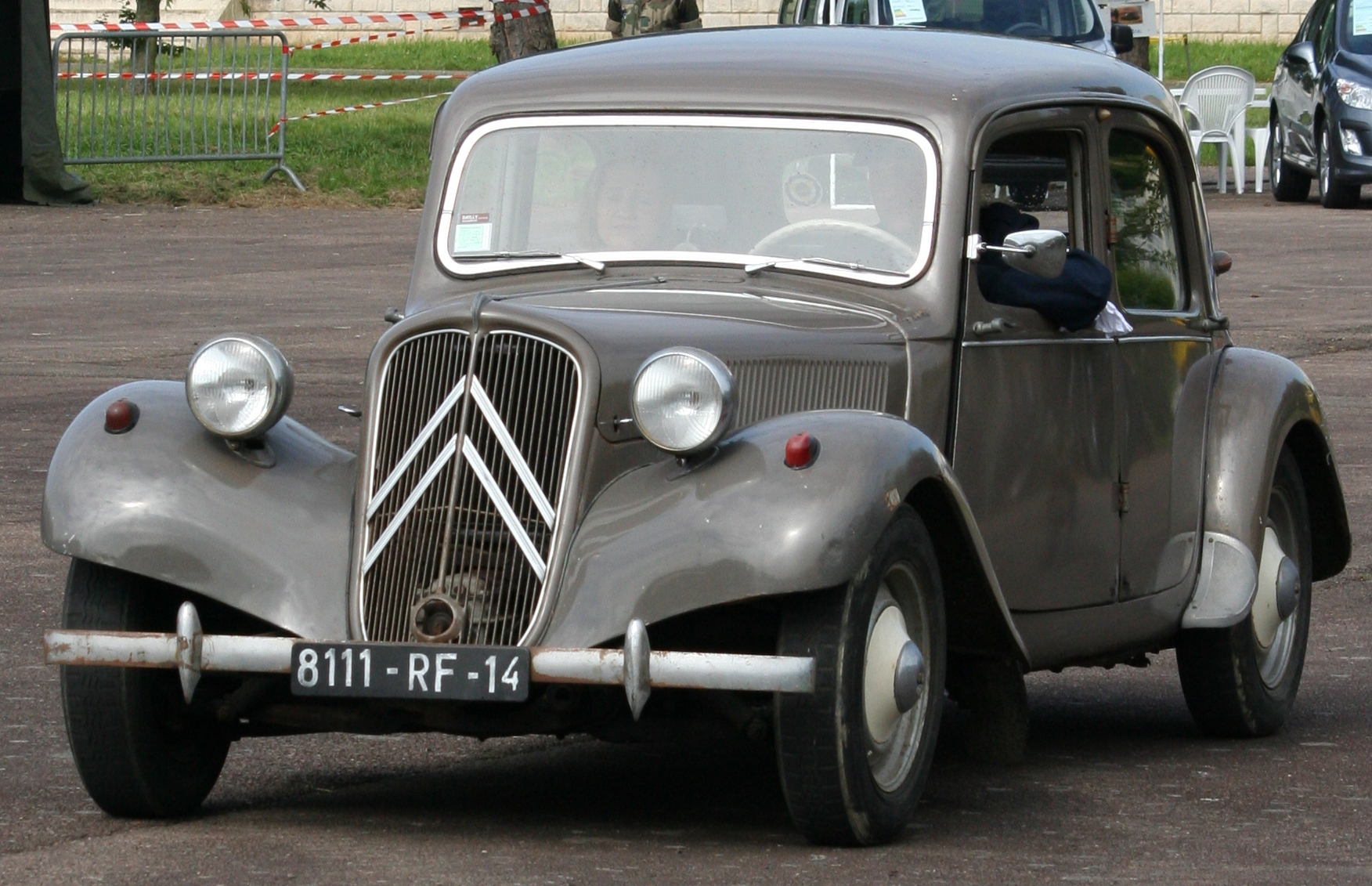
Citroën Traction Avant – samochód powszechnie używany przez MBP

W 1953 roku tajne służby MBP osiągnęły najwyższy pułap trwającego nieprzerwanie od 1944 roku rozwoju strukturalnego i etatowego. W 1953 roku istniało w terenie 17 wojewódzkich urzędów bezpieczeństwa publicznego, 2 miejskie urzędy na prawach WUBP, 268 powiatowych urzędów bezpieczeństwa publicznego, oraz 5 miejskich urzędów na prawach PUBP. Wszystkie zatrudniały 33 200 etatowych funkcjonariuszy, z czego 7400 pracowało w centrali.

Nigdy w czterdziestopięcioletniej historii Polski Ludowej cywilne służby specjalne nie były formacją tak liczną. Liczba obsługiwanych przez UB tajnych współpracowników w grudniu 1953 roku przekroczyła 85 300.

W sumie MBP podlegało wówczas 265 tysięcy funkcjonariuszy różnych służb.
Ofiarami inwigilacji i działań operacyjnych MBP padło 5 200 000 obywateli polskich, którym założono akta osobowe, czyli prawie 1/5 społeczeństwa.
W lipcu 1950 roku w warszawskiej centrali funkcjonowało 13 departamentów, zaś w maju 1953 roku – 22. Struktura organizacyjna ministerstwa przedstawiała się w tych latach następująco (maj 1953):
- Gabinet ministra
  - minister – gen.bryg Stanisław Radkiewicz
    - wiceminister – gen. bryg. Roman Romkowski
    - wiceminister – gen. bryg Mieczysław Mietkowski
    - wiceminister – gen. bryg. Konrad Świetlik
- Inspektorat ministra (inspekcje zalecane przez ministra) – st.Inspektorzy płk-cy Antoni Pułda / płk Zbigniew Paszkowski
- Departament I (kontrwywiad) – dyr./płk Stefan Antosiewicz
- Departament II (technika operacyjna, perlustracja korespondencji oraz ewidencji) – dyr./ppłk Michał Taboryski
- Departament III (walka z podziemiem zbrojnym) – kier./dyr./płk Józef Czaplicki / Leon Andrzejewski
- Departament IV (ochrona gospodarki narodowej przed wrogą działalnością) – dyr./płk Józef Kratko /ppłk Bolesław Galczewski
- Departament V (społeczno-polityczny) – dyr./płk Julia Brystiger
- Departament VI (więziennictwa) – dyr./komisarz I stopnia Hipolit Duliasz
- Departament VII (wywiad zagraniczny) – dyr./ppk Witold Sienkiewicz
- Departament VIII (komunikacyjny) – dyr./mjr Czesław Radziukiewicz
- Departament IX (ochrona przemysłu ciężkiego i specjalnego) – dyr./ppłk Stanisław Wolański
- Departament X (walka z tzw. prowokacją w ruchu robotniczym) – dyr./płk Anatol Fejgin
- Departament XI (walka z wrogą działalnością w związkach wyznaniowych) – dyr./ppłk/płk Karol Więckowski
- Departament Śledczy – dyr./płk Józef Różański
- Departament Ochrony Rządu – dyr./płk Faustyn Grzybowski
- Departament Kadr – kier./płk. Mikołaj Orechwa
- Departament Szkolenia – dyr./płk Józef Kratko
- Departament Łączności – dyr./płk Feliks Suczek
- Departament Organizacji i Planowania – dyr./ppłk Włodzimierz Czubak (p.o.), dyr./płk Michał Hakman
- Departament Ogólno-Administracyjny – dyr./ppłk Eugeniusz Dowkan
- Departament Finansowy – dyr./płk Jan Kisielow
- Departament Zaopatrzenia – p.o. dyr,/ppłk Jan Lech
- Departament Służby Zdrowia – dyr./płk Leon Gangel
- Departament Kwaterunkowo-Budowlany – dyr./płk Stanisław Pizło
- Biuro Wojskowe (sprawy mobilizacyjne) – kier./ppłk/płk Roman Garbowski
- Biuro Kontroli (kontrola finansowo-gospodarcza) – prawdopodobnie ppłk Joachim Getzel
- Biuro Prawne
- Biuro Socjalne – kier./płk Stanisław Pizło
- Biuro C (szyfry) – kier./mjr Antoni Boński
- Samodzielny Wydział A (obserwacja zewnętrzna) – kier. Józef Wojciechowski
- Wydział do Spraw Funkcjonariuszy – kier./płk Jerzy Siedlecki
- Wydział Paszportów Zagranicznych – kier./kpt./mjr Amelia Leśniewska
- Wydział Kadr przy Generalnym Dyrektorze ds. Zaopatrzenia – kier. Marian Sobczyński
- Służba BO (przeciwdziałanie wrogiej propagandzie radiowej) – dyr./ppłk Anatol Jegliński
- Centralne Archiwum MBP – dyr./płk Zygmunt Okręt
- Kwatermistrzostwo Centralnych Jednostek MBP (zaopatrzenie centrali MBP) – kier. Henryk Sawicki
- Komendantura MBP (ochrona gmachów i obiektów MBP) – kier./mjr/ppłk Bronisław Pietrakowski

Ponadto w skład struktury organizacyjnej Ministerstwa Bezpieczeństwa Publicznego wchodziły następujące jednostki organizacyjne o charakterze pionów organizacyjnych:
1. Dowództwo Korpusu Bezpieczeństwa Wewnętrznego –
2. Dowództwo Wojsk Ochrony Pogranicza –
3. Zarząd Informacji Wojsk Wewnętrznych –
4. Komenda Główna Milicji Obywatelskiej – Komendant Główny MO gen. Stanisław Wolański

Źródło struktury MBP (na koniec 1953 rok) – Leszek Pawlikowicz – Tajny front zimnej wojny. Uciekinierzy z polskich służb specjalnych 1956-1964, Oficyna Wydawnicza RYTM Warszawa 2004 Wydanie 1

## Ucieczka Józefa Światły

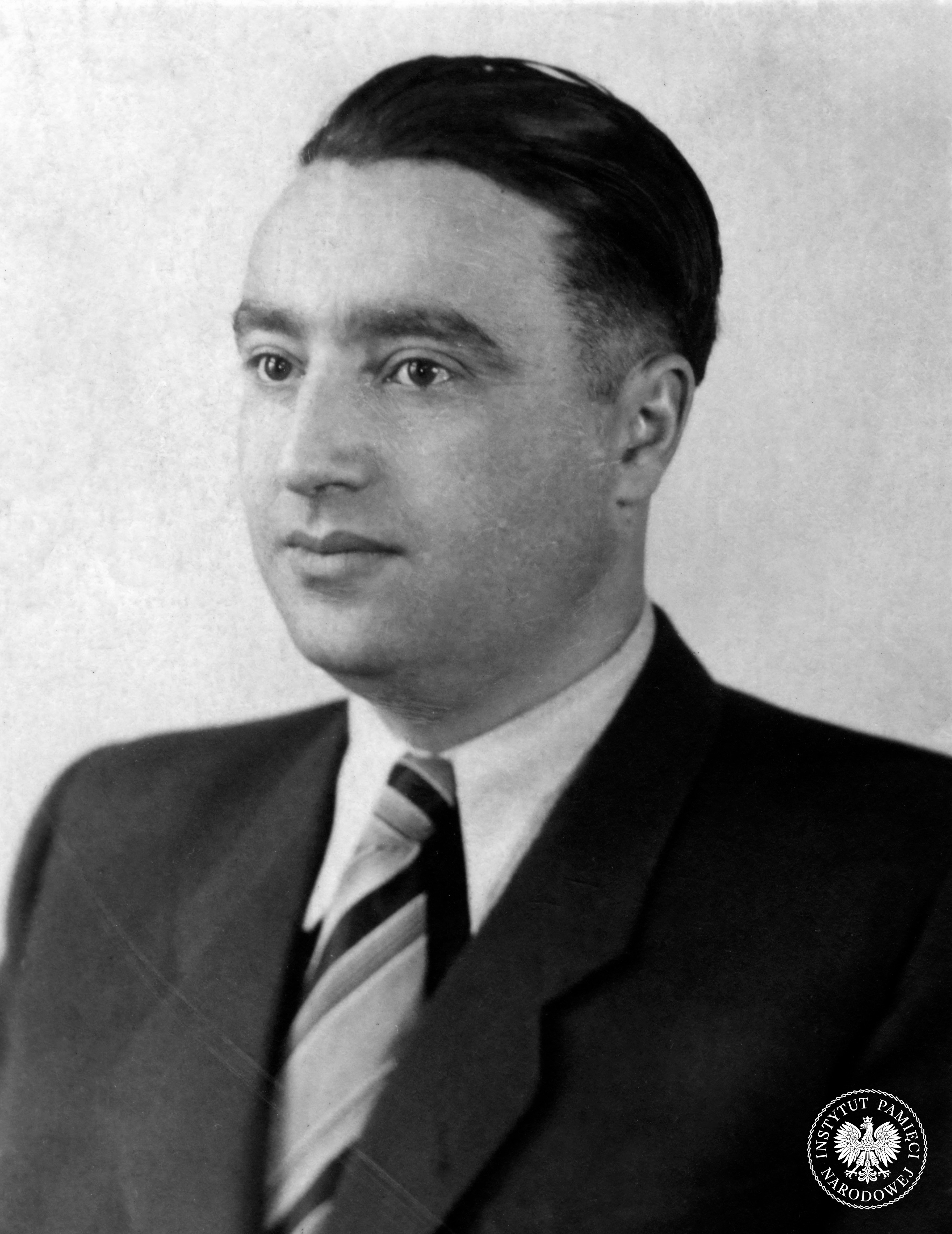
Józef Światło, wicedyrektor Departamentu X Ministerstwa Bezpieczeństwa Publicznego, uciekł podczas podróży do Berlina Zachodniego, gdzie oddał się do dyspozycji tajnym służbom amerykańskim

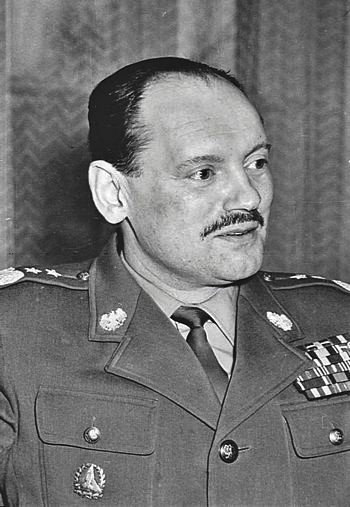
Grzegorz Korczyński

W listopadzie 1953 roku Bolesław Bierut, ówczesny premier PRL za pośrednictwem członka Biura Politycznego PZPR Jakuba Bermana polecił wysokiemu i wpływowemu funkcjonariuszowi MBP podpułkownikowi Józefowi Światle załatwić we wschodnioniemieckim ministerstwie bezpieczeństwa (Stasi) sprawę „uciszenia” (wyeliminowania) Wandy Brońskiej. Tej ostatniej misji Światło nie wykonał. Wyjechał do Berlina Wschodniego wraz z dyrektorem Departamentu X Ministerstwa Bezpieczeństwa Publicznego płk. Anatolem Fejginem, odbył konferencję z sekretarzem stanu ministerstwa bezpieczeństwa Erichem Mielke, przedłożył mu całą dokumentację i w imieniu polskiej bezpieki zażądał uciszenia Wandy Brońskiej. Mielke przyrzekł, że poczyni odpowiednie kroki. Następnego dnia, tj. 5 grudnia 1953 roku, podczas chwilowego pobytu w Berlinie Zachodnim, Józef Światło uciekł i oddał się w ręce amerykańskie. 6 grudnia 1953 roku, czyli już następnego dnia, amerykańskie władze przewiozły Józefa Światłę z Berlina Zachodniego do Frankfurtu, następnie 23 grudnia odleciał specjalnym samolotem do Stanów Zjednoczonych, do Waszyngtonu, gdzie rozpoczął nowe życie.
Józef Światło powiedział tajnym służbom USA prawie wszystko co wiedział, a wiedział bardzo dużo. Występował też w audycjach Radia Wolna Europa pt. Za kulisami partii i bezpieki, a jego wystąpienia oraz zrzucane od lutego 1955 roku za pomocą balonów 40-stronicowe ulotki docierały do kraju. Z nich dowiedziano się o masowych aresztowaniach, torturach podczas przesłuchań i represjach politycznych. Światło wiedział bardzo dużo o wewnętrznych sprawach partyjnych. To on rozpracowywał i następnie aresztował m.in. Władysława Gomułkę, późniejszego I sekretarza PZPR oraz Mariana Spychalskiego, późniejszego ministra obrony narodowej.

## Zmiany i likwidacja MBP
Po wystąpieniach Światły całe kierownictwo MBP postawione zostało na nogi. Rozpoczęły się narady i odprawy, których celem było wykrycie winnych łamania praworządności. W Komitecie Centralnym PZPR powołano komisję do badania nieprawidłowości w organach bezpieczeństwa. Z ministerstwa usunięto wiceministra Romana Romkowskiego, płk. Fejgina, który został następnie aresztowany, i płk. Józefa Różańskiego.
Efektem zmian, jakie nastąpiły w organach bezpieczeństwa po 5 grudnia 1953 roku, był Dekret Rady Państwa z dnia 7 grudnia 1954 r. o naczelnych organach administracji państwowej w zakresie spraw wewnętrznych i bezpieczeństwa publicznego. Na mocy dekretu zlikwidowano Ministerstwo Bezpieczeństwa Publicznego, a na jego miejsce powołano Ministerstwo Spraw Wewnętrznych oraz Komitet do spraw Bezpieczeństwa Publicznego przy Radzie Ministrów. Urząd Bezpieczeństwa Publicznego pozostał w kształcie niezmienionym aż do 1956, kiedy to większość jego funkcjonariuszy przeszła do pracy w utworzonej w MSW Służbie Bezpieczeństwa.

## Kierownictwo MBP
Minister (do 31 grudnia 1944 r. kierownik resortu):
- ppłk/płk/gen. bryg./gen. dyw. Stanisław Radkiewicz (22 lipca 1944 r. – 9 grudnia 1954 r.)

Wiceministrowie (do 31 grudnia 1944 r. zastępcy kierownika resortu):
- Władysław Wolski (sierpień 1944 r. – wrzesień 1944 r.)
- gen. bryg./gen. dyw. Franciszek Jóźwiak (15 sierpnia 1944 r. – 8 marca 1949 r.)
- mjr/ppłk/płk/gen. bryg. Mieczysław Mietkowski (16 października 1944 r. – 9 grudnia 1954 r.)
- Henryk Wachowicz (4 kwietnia 1946 r. – 31 lipca 1946 r.)
- gen. bryg. Konrad Świetlik (1 sierpnia 1948 r. – 30 listopada 1954 r.)
- gen. bryg. Roman Romkowski (10 stycznia 1949 r. – 27 listopada 1954 r.)
- Wacław Lewikowski (27 października 1949 r. – 21 października 1952 r.)
- ppłk Jan Ptasiński (5 grudnia 1952 r. – 9 grudnia 1954 r.)

Pomocnicy ministra ds. operacyjnych:
- płk/gen. bryg. Roman Romkowski (15 stycznia 1946 r. – 9 stycznia 1949 r.)
- płk/gen. bryg. Grzegorz Korczyński (15 marca 1946 r. – 5 września 1948 r.)
- gen. bryg. Mieczysław Moczar (25 maja 1948 r. – 5 września 1948 r.)

Dyrektor generalny ds. zaopatrzenia:
- płk Zbigniew Fijałek (1 lipca 1953 r. – 9 grudnia 1954 r.)